# Iminodisirćetna kiselina
Iminodisirćetna kiselina, , ili skraćeno IDA, je amin dikarboksilne kiseline. Iminodisirćetni anjon može da deluje kao tridentatni ligand i da formira metalni kompleks s dva, kondenzovana, petočlana helatna prstena. Proton azota se može zameniti ugljenikom polimera čime se formira jonoizmenjivački rezin, kao što je heleks 100.
IDA formira jače komplekse nego bidentatni ligand glicin i slabije komplekse nego tetradentni ligand nitrilotrisirćetna kiselina.
Kapilarna elektroforeza u prisustvu iminodisirćetne kiseline se tipično koristi za modulaciju peptidne mobilnosti.